# آیل
آیل (به آلمانی: Ayl) یک منطقهٔ مسکونی در آلمان است که در تریر-زاربورگ واقع شده‌است. آیل ۱٬۴۲۹ نفر جمعیت دارد.